# 向鄭
向鄭（？—？），中国春秋時期宋国大夫，向戌的儿子。
前522年（鲁昭公二十年、宋元公十年），宋国华氏和向氏作乱，向鄭、向宜没有站在兄弟向宁一方，而是作为国君宋元公的党羽，所以事情平息后，向氏没有被灭。公子城、公孙忌、乐舍、司马彊、向宜、向郑、楚建、郳甲和华氏在鬼阎作战，公子城战败逃去了晋国，公孙忌、乐舍、司马彊、向宜、向郑、楚建、郳甲七人出奔郑国。